# Aljustrel
Aljustrel é um vila portuguesa sede do Município de Aljustrel pertencente ao Distrito de Beja, na região do Sul de Portugal.
O Município de Aljustrel tem 458,47 km² de área e 8 874 habitantes (2021), e está subdividido em 4 freguesias. O município é limitado a norte pelo município de Ferreira do Alentejo, a leste por Beja, a sul por Castro Verde, a sudoeste por Ourique e a oeste por Santiago do Cacém.
A vila de Aljustrel tem cerca de 4 600 habitantes, e está situada na freguesia de Aljustrel e Rio de Moinhos.
Aljustrel é bastante conhecida, nacional e internacionalmente, pelas suas Minas, Património Industrial Mineiro e Geológico, onde é também conhecida pelo seu Santuário da Nossa Senhora do Castelo.

## Freguesias
|  | O Município de Aljustrel está dividido em 4 freguesias: 0 - Aljustrel e Rio de Moinhos - Ervidel - Messejana - São João de Negrilhos 0 |

## Caracterização

### Geologia

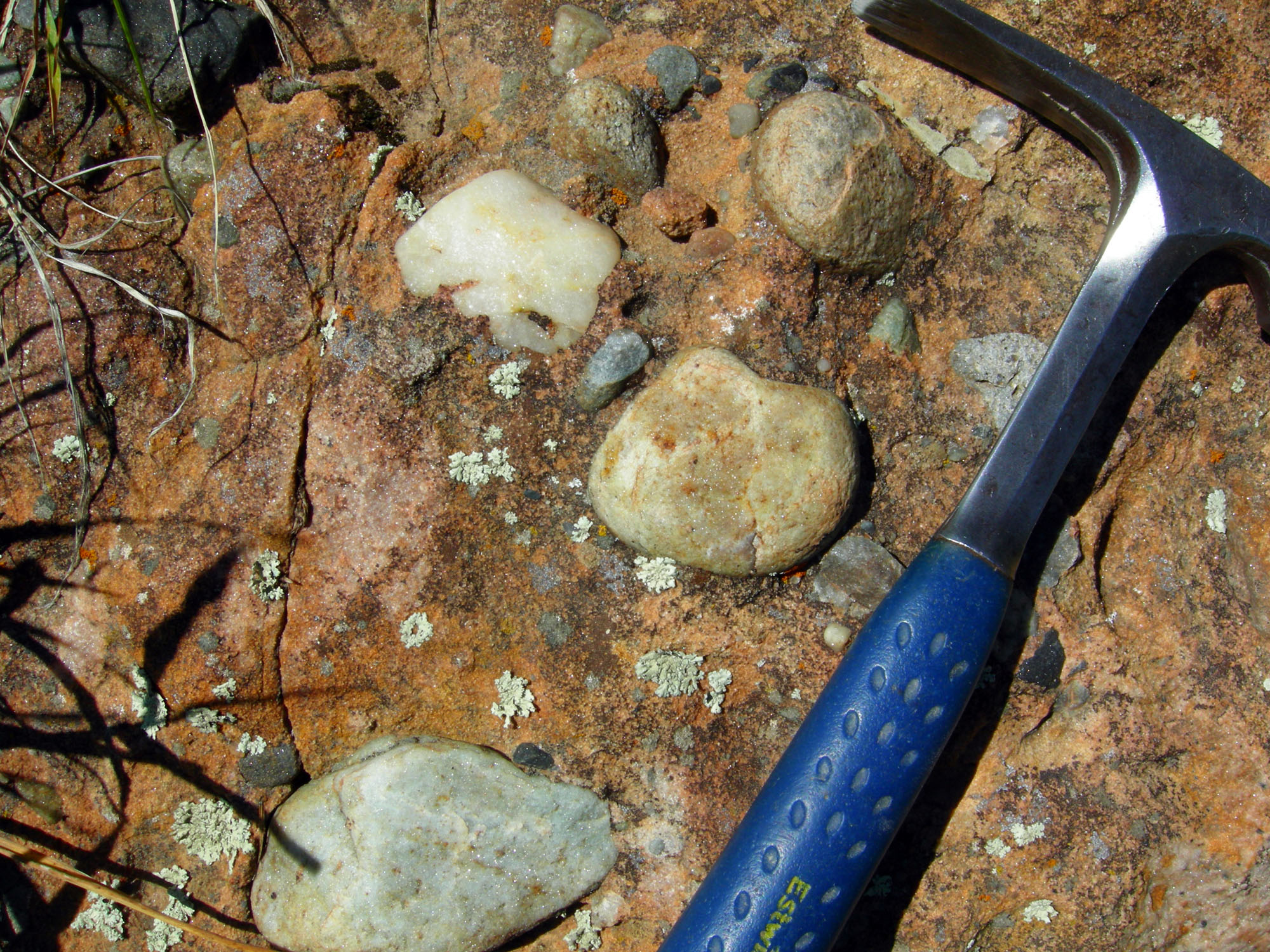
Conglomerado

A geologia de Aljustrel é caracterizada por um soco paleozóico da Zona Sul Portuguesa, representado pela Formação de Mértola, com cerca de 340 a 330 milhões de anos, e por um complexo Vulcano-Sedimentar da Faixa Piritosa Ibérica, com cerca de 352 a 330 milhões de anos. 
As rochas do soco evidenciam uma orientação noroeste-sudeste, e apresentam um forte controlo estrutural manifestado por cavalgamentos vergentes para sudoeste e por falhas tectónicas de orientação norte-sul e nordeste-sudoeste. Estes sistemas são representados, respetivamente, pelos desligamentos subverticais de movimentação direita de Azinhal, Feitais, Represa e Castelo, e pela falha da Messejana, de componente normal esquerda. A noroeste da falha da Messejana, o soco Paleozóico encontra-se coberto por sedimentos da Bacia Terciária do Sado, representados por areias, argilas, conglomerados e carbonatos.

### Clima
A localização do município de Aljustrel na região alentejana e a fraca influência atlântica acentuam uma situação contrastante típica desta região, com baixa pluviosidade (564 mm é a pluviosidade média anual), elevadas amplitudes térmicas (16.4 °C é a temperatura média), invernos frescos e verões quentes. Da diferenciação entre a estação seca e estação húmida, ressalta o domínio do clima mediterrânico.
A temperatura média mensal varia entre 28 °C e os 30 °C no verão. No inverno, as temperaturas são relativamente baixas, sendo que a temperatura média anual situa-se entre os 15 °C e os 16 °C.
As temperaturas médias do ar são máximas em julho e agosto, com valores médios que variam entre os 19 °C e os 24 °C na zona de Beja, e mínimas em janeiro, variando entre 9 °C e 12 °C.
O número médio de dias no ano com temperatura máxima superior a 25 °C é de aproximadamente 100, não ocorrendo aquelas temperaturas nos meses de dezembro e janeiro. Os maiores valores são atingidos nos meses de julho e agosto. Assim, é relativamente elevado o número médio de dias nos meses de verão com temperaturas máximas superiores a 25 °C.

## História
No território que hoje é o município de Aljustrel, está documentada a passagem de grupos de caçadores-recoletores do Paleolítico. Contudo, os primeiros registos arqueológicos de início de povoamento remontam a finais do 3º milénio a.C., e situam-se no morro de Nossa Senhora do Castelo, uma comunidade que já se dedicava à extração e metalurgia do cobre. E foi este minério e a riqueza dos seus solos agrícolas que fizeram com que, a partir daí, a ocupação do território se tenha processado de forma ininterrupta, tendo-se recolhido vestígios de todos os períodos pré-históricos.

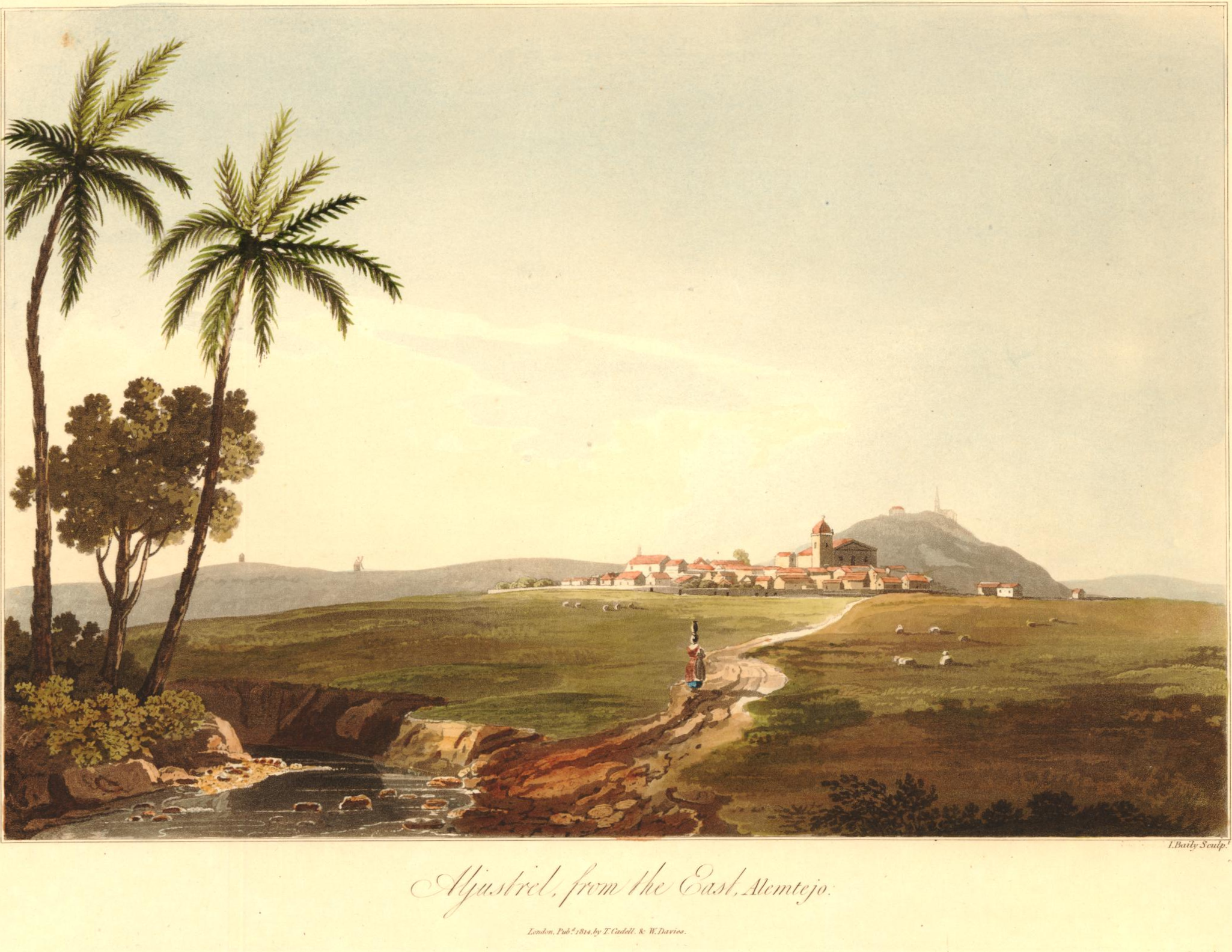
Gravura de Aljustrel publicada em 1814

Com a chegada dos romanos em finais do século I a.C., a exploração mineira sofreu um grande impulso, com uma exploração bastante intensiva. Deste período, recolheram-se inúmeros vestígios dessa atividade, para além de outros da vida quotidiana das populações. Foram também encontrados dois textos jurídicos gravados em bronze e que representam os mais antigos textos legislativos conhecidos no nosso país. Embora incompletos, foram exaustivamente estudados por investigadores nacionais e estrangeiros, bem como os restos de uma oficina metalúrgica onde se processava o tratamento do minério, e também ruínas de habitações da povoação que se denominava Vipasca.
Após o declínio e queda do Império Romano, outros povos por aqui terão passado, embora sem deixar a sua marca, uma vez que aqui não se fixaram. No século IX, com o domínio muçulmano da Península Ibérica, começaram aqui a fixar-se comunidades mouras, vindas principalmente do norte de África, e o lugar passou a denominar-se Albasturil. Construíram um castelo de taipa no século XI, que se manteve funcional até à reconquista cristã, em 1234. A praça foi conquistada pelos cavaleiros da Ordem Militar de Santiago da Espada, a quem o rei D. Sancho II fez a doação dos territórios conquistados, com exceção dos rendimentos das minas e das termas de S. João do Deserto.

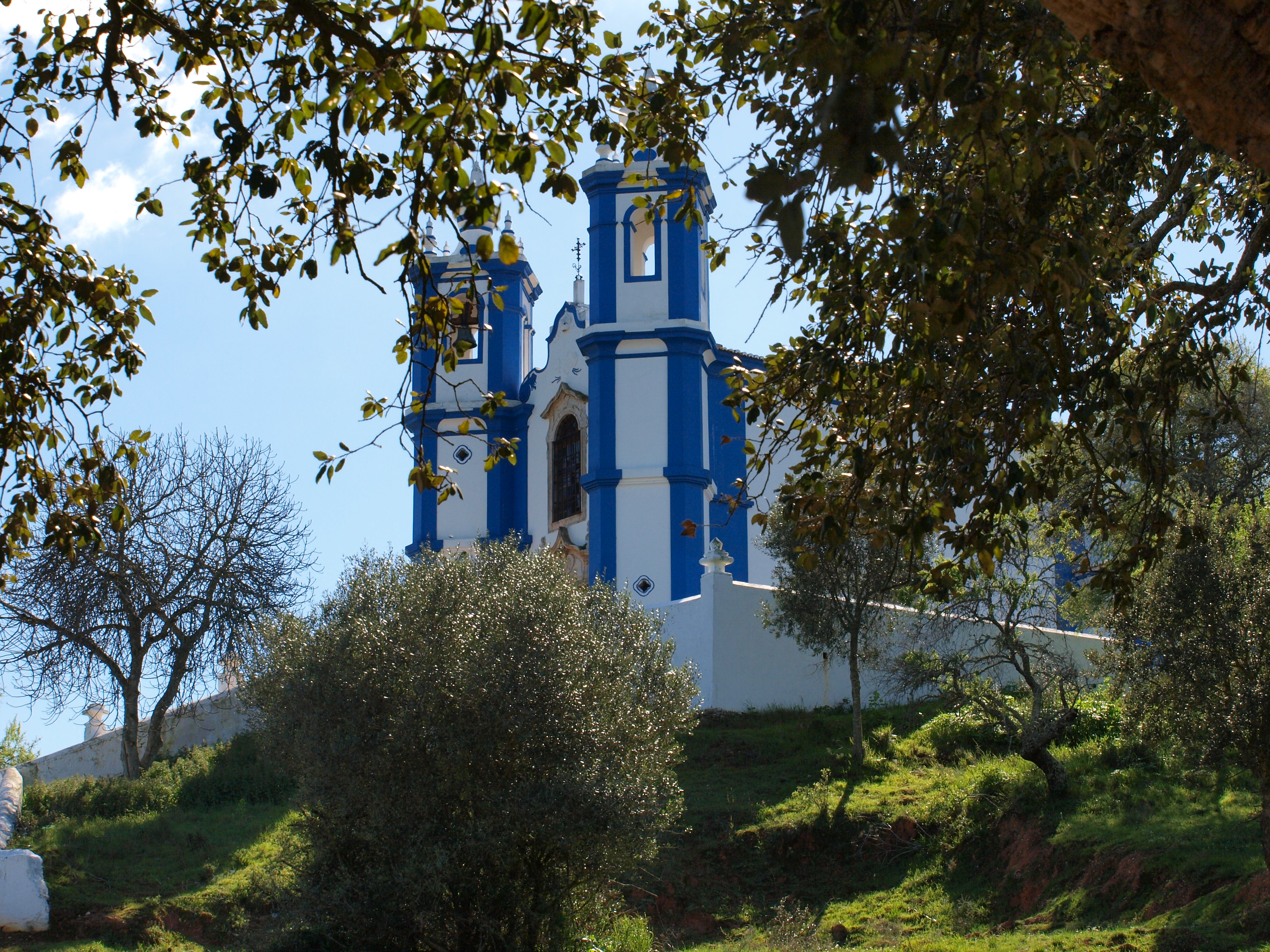
Ermida de Nossa Senhora da Assunção, na freguesia de Messejana

A partir de 1252, o concelho de Aljustrel assume forma jurídica com a atribuição de Carta de Foral, outorgada pela Ordem de Santiago e confirmada pelo rei D. Afonso III, sendo referida nos textos como Aliustre. 
Em setembro de 1510, recebe nova Carta de Foral atribuída por D. Manuel I e que foi escrita por Fernão de Pina, guarda-mor da Torre do Tombo. Só em 28 de setembro de 1516 é que foi publicado, em Aljustrel, por Álvaro Fragoso, cavaleiro da Casa de El-Rei, na presença do comendador da vila, Martim Vaz Mascarenhas, e demais autoridades do concelho.
Em 1836, o concelho de Aljustrel vê aumentada a sua área, com a inclusão da freguesia de Ervidel, e em 1855 sofre nova alteração, com a anexação de parte do extinto concelho de Messejana. Mais tarde, em 1871, acaba também por ser extinto o concelho de Aljustrel, embora por um curto período de três anos. Em 1910, Aljustrel adere de imediato à República, tendo sido o Dr. Manuel de Brito Camacho (médico, jornalista, político, deputado e ministro) um membro ilustre de Aljustrel. Este foi um dos principais líderes do movimento republicano.

## Personalidades ilustres
- Luís Amaro (1923–2018) — Poeta e investigador literário[11]
- Manuel de Brito Camacho (1862 — 1934) — Jornalista e político, Ministro do Fomento durante o governo republicano provisório, em 1910.[12]
- Maria Nobre Franco (1938–2015) — Galerista e coleccionadora de arte[13]
- António Aboim Inglês (1869–1941) — Professor e engenheiro, ministro da agricultura durante a Primeira República.[14]
- Mariano Martins (1880–1943) Comandante na Marinha Portuguesa, participou na Revolução de 5 de Outubro de 1910, foi deputado, Ministro das Colónias e Agricultura e Governador-Geral da Índia[15]
- António Lobo de Almada Negreiros (1868–1939) — Jornalista e administrador colonial, pai do artista Almada Negreiros.[16][17]
- Francisco Colaço do Rosário (1935–2008) — Engenheiro e enólogo, um dos maiores promotores dos vinhos alentejanos[18]

## Gastronomia

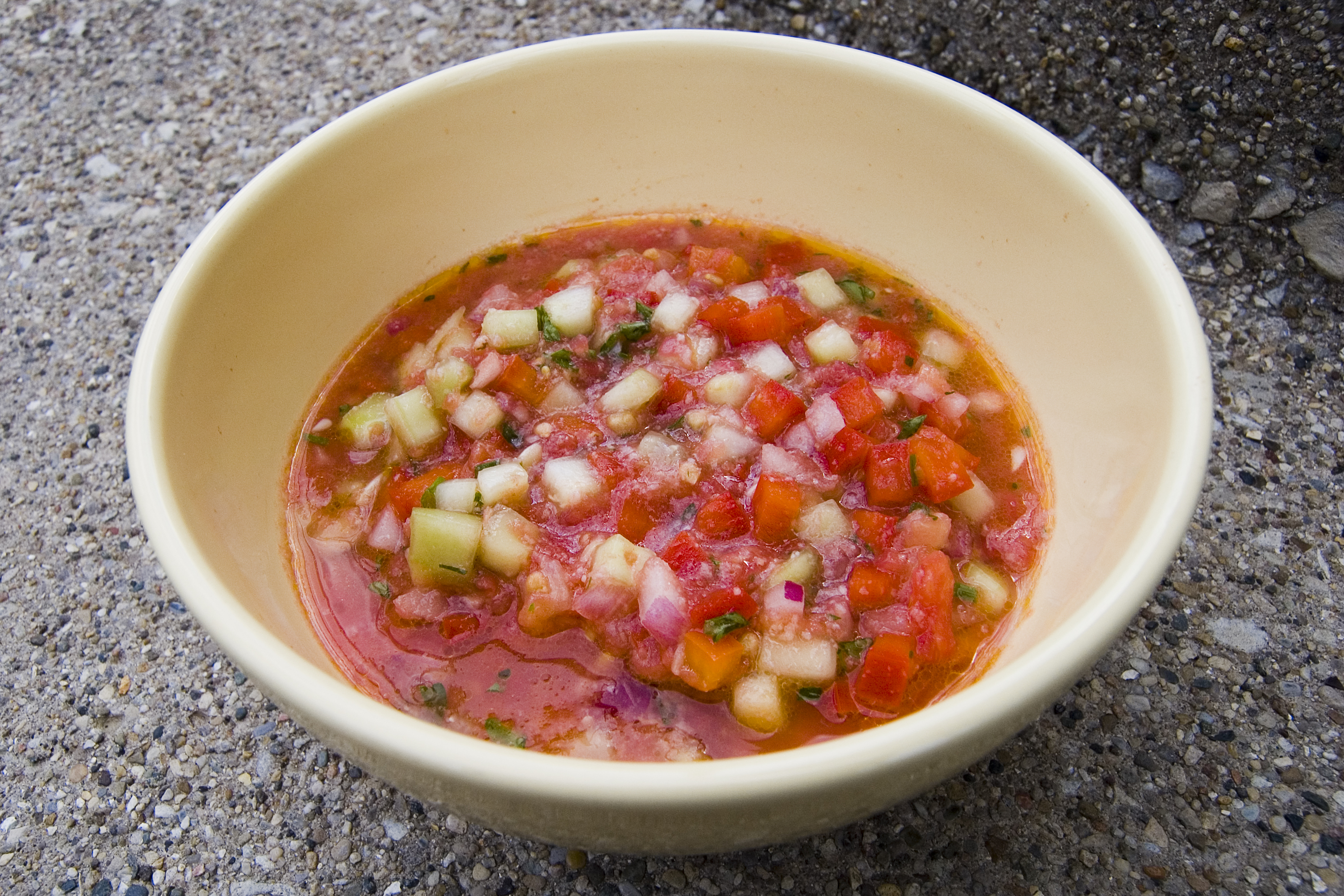
Gaspacho

A gastronomia regional alentejana é extremamente rica e variada. Condicionada pela escassez de meios, os alentejanos tiveram de ser criativos: a base da gastronomia sul-alentejana são o pão, a água e os temperos.
A diferença está: no bom pão alentejano, com fermento da massa e cozido em forno de lenha; nos condimentos e ervas aromáticas, dos quais se destacam a hortelã da ribeira, os orégãos, os coentros, a hortelã e a salsa; na qualidade dos ingredientes; e, sobretudo, na velha arte da confecção que passa de geração em geração. Estes fatores completam um todo que produz resultados conhecidos: os gaspachos, as migas, as açordas, os cozidos de grão e de feijão, e as sopas e ensopados são alguns dos pratos mais característicos da cozinha tradicional de Aljustrel.

## Património

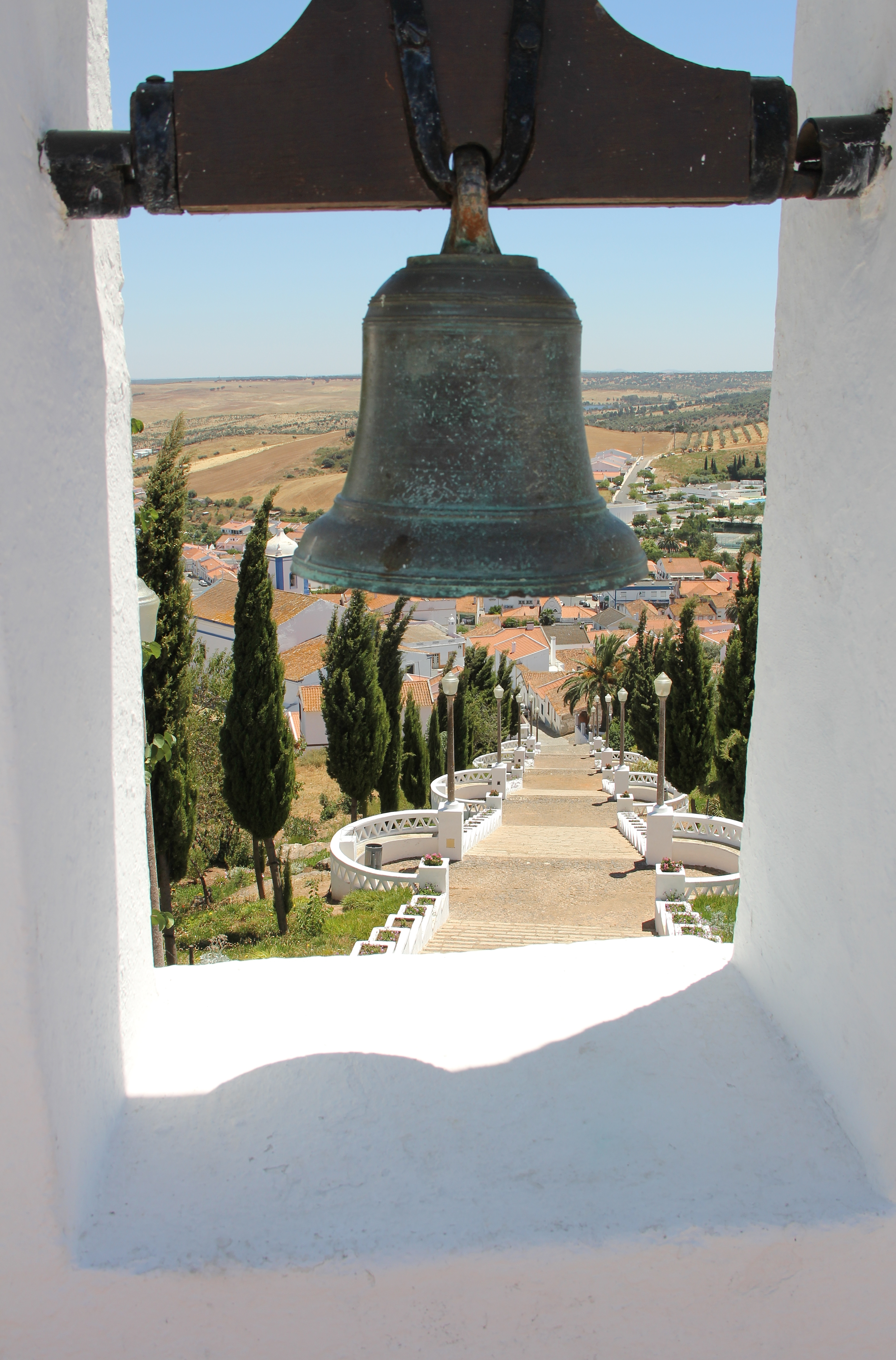
Sino na Igreja de Nossa Senhora do Castelo, em Aljustrel.

## Aljustrel
- Castelo de Aljustrel e Santuário de Nossa Senhora do Castelo
- Capela da Misericórdia de Aljustrel
- Casa de Dr. Manuel Brito Camacho (Aljustrel)
- Sítio arqueológico do Cerro da Mangancha
- Edifício dos Correios de Aljustrel
- Estádio Municipal de Aljustrel
- Igreja de Nossa Senhora das Dores (Aljustrel)
- Hospital de Aljustrel
- Igreja Paroquial de Aljustrel
- Mercado Municipal de Aljustrel
- Minas de Aljustrel
- Moinho de Vento (Moinho do Maralhas, Aljustrel)
- Necrópole do Monte do Farrobo
- Parque da Vila-Jardim 25 de Abril (Aljustrel)
- Pavilhão Municipal dos Desportos Armindo Peneque
- Pelourinho de Aljustrel
- Piscina Olímpica de Aljustrel (Ar Livre)
- Termas de São João do Deserto

### Ervidel
- Capela de São Pedro
- Igreja Paroquial de Ervidel

### Messejana
- Casa dos Morgados Moreiras
- Casa na Rua da Igreja n.º 4
- Castelo de Messejana
- Chafariz de Alonso Gomes
- Convento de Nossa Senhora da Piedade de Messejana
- Ermida de Nossa Senhora da Assunção
- Horta do Anjinho
- Igreja da Misericórdia de Messejana
- Igreja Matriz de Messejana
- Museu Etnográfico de Messejana
- Pelourinho de Messejana
- Ponte da Horta do Cabo
- Torre do Relógio de Messejana

### São João de Negrilhos
- Ermida de Santa Margarida
- Igreja Paroquial de São João de Negrilhos

## Política

### Eleições autárquicas[20]
| Data | %            | V            | %     | V     | %     | V  | %              | V      | %              | V       | %              | V      | %              | V   | %              | V       | %  | V  | %              | V | Participação |                |
| Data | FEPU/APU/CDU | FEPU/APU/CDU | PS    | PS    | AD    | AD | UDP            | UDP    | PPD/PSD        | PPD/PSD | CDS-PP         | CDS-PP | PPM            | PPM | PSD/CDS        | PSD/CDS | CH | CH | A              | A | Participação |                |
| ---- | ------------ | ------------ | ----- | ----- | ----- | -- | -------------- | ------ | -------------- | ------- | -------------- | ------ | -------------- | --- | -------------- | ------- | -- | -- | -------------- | - | ------------ | -------------- |
| Data | 1976         | 58,72        | 3     | 35,13 | 2     |    |                |        |                |         |                |        |                |     |                |         |    |    |                |   |              | 76,96 / 100,00 |
| 1979 | 66,14        | 4            | 21,49 | 1     | 8,92  | -  | 1,29           | -      | AD             | AD      | AD             | AD     | AD             | AD  | 83,11 / 100,00 |         |    |    |                |   |              |                |
| 1982 | 61,57        | 4            | 21,62 | 1     | 11,42 | -  | 1,61           | -      | AD             | AD      | AD             | AD     | AD             | AD  | 80,34 / 100,00 |         |    |    |                |   |              |                |
| 1985 | 61,67        | 5            | 31,04 | 2     |       |    | 3,49           | -      |                |         |                |        |                |     | 70,70 / 100,00 |         |    |    |                |   |              |                |
| 1989 | 55,16        | 5            | 31,09 | 2     |       |    | 8,64           | -      | 58,67 / 100,00 |         |                |        |                |     |                |         |    |    |                |   |              |                |
| 1993 | 58,05        | 5            | 33,48 | 2     | 3,53  | -  | 1,40           | -      | 65,46 / 100,00 |         |                |        |                |     |                |         |    |    |                |   |              |                |
| 1997 | 60,53        | 4            | 29,99 | 1     | 4,88  | -  |                |        | 62,41 / 100,00 |         |                |        |                |     |                |         |    |    |                |   |              |                |
| 2001 | 57,02        | 3            | 33,81 | 2     | 5,08  | -  | 61,30 / 100,00 |        |                |         |                |        |                |     |                |         |    |    |                |   |              |                |
| 2005 | 54,15        | 3            | 40,11 | 2     | 2,82  | -  | AD             | AD     | AD             | AD      | AD             | AD     | 68,22 / 100,00 |     |                |         |    |    |                |   |              |                |
| 2009 | 46,79        | 2            | 49,07 | 3     |       |    | CDS-PP         | CDS-PP | PPD/PSD        | PPD/PSD |                |        | 2,04           | -   | 69,39 / 100,00 |         |    |    |                |   |              |                |
| 2013 | 38,55        | 2            | 57,83 | 3     | 1,24  | -  | CDS-PP         | CDS-PP | PPD/PSD        | PPD/PSD | 72,99 / 100,00 |        |                |     |                |         |    |    |                |   |              |                |
| 2017 | 36,57        | 2            | 58,93 | 3     | 1,72  | -  | CDS-PP         | CDS-PP | PPD/PSD        | PPD/PSD | 68,71 / 100,00 |        |                |     |                |         |    |    |                |   |              |                |
| 2021 | 45,91        | 2            | 47,54 | 3     | 2,70  | -  | AD             | AD     | AD             | AD      | AD             | AD     |                |     | 1,52           | -       | AD | AD | 68,75 / 100,00 |   |              |                |

### Eleições legislativas
| Data | %     | %     | %     | %    | %     | %        | %     | %     | %    | %     | %    | %   | %       | % | %  | %  |
| Data | PCP   | PS    | PSD   | CDS  | UDP   | APU/ CDU | AD    | FRS   | PRD  | PSN   | BE   | PAN | PSD CDS | L | CH | IL |
| ---- | ----- | ----- | ----- | ---- | ----- | -------- | ----- | ----- | ---- | ----- | ---- | --- | ------- | - | -- | -- |
| 1976 | 55,66 | 31,48 | 4,37  | 2,22 | 0,99  |          |       |       |      |       |      |     |         |   |    |    |
| 1979 | APU   | 22,87 | AD    | AD   | 1,79  | 58,87    | 12,05 |       |      |       |      |     |         |   |    |    |
| 1980 | APU   | FRS   | AD    | AD   | 1,33  | 55,54    | 15,76 | 21,69 |      |       |      |     |         |   |    |    |
| 1983 | APU   | 27,81 | 7,65  | 2,34 | 1,24  | 57,09    |       |       |      |       |      |     |         |   |    |    |
| 1985 | APU   | 21,31 | 7,88  | 1,62 | 2,44  | 54,43    | 8,04  |       |      |       |      |     |         |   |    |    |
| 1987 | CDU   | 21,43 | 16,18 | 1,54 | 1,30  | 49,62    | 4,04  |       |      |       |      |     |         |   |    |    |
| 1991 | CDU   | 28,38 | 21,91 | 1,83 |       | 40,46    | 0,43  | 0,73  |      |       |      |     |         |   |    |    |
| 1995 | CDU   | 43,80 | 8,54  | 2,25 | 0,86  | 40,72    |       |       |      |       |      |     |         |   |    |    |
| 1999 | CDU   | 43,51 | 8,01  | 2,75 |       | 39,02    | 0,18  | 1,52  |      |       |      |     |         |   |    |    |
| 2002 | CDU   | 40,87 | 12,91 | 2,49 | 36,25 |          | 2,10  |       |      |       |      |     |         |   |    |    |
| 2005 | CDU   | 45,18 | 6,51  | 1,73 | 37,38 | 4,99     |       |       |      |       |      |     |         |   |    |    |
| 2009 | CDU   | 33,73 | 6,91  | 3,60 | 42,23 | 9,62     |       |       |      |       |      |     |         |   |    |    |
| 2011 | CDU   | 31,52 | 13,45 | 4,63 | 37,81 | 5,22     | 0,56  |       |      |       |      |     |         |   |    |    |
| 2015 | CDU   | 36,85 | CDS   | PSD  | 36,29 | 7,84     | 0,64  | 11,25 | 0,19 |       |      |     |         |   |    |    |
| 2019 | CDU   | 39,98 | 6,25  | 1,39 | 34,03 | 8,72     | 1,92  |       | 0,46 | 1,44  | 0,14 |     |         |   |    |    |
| 2022 | CDU   | 46,36 | 7,83  | 0,64 | 28,15 | 3,95     | 0,60  | 0,49  | 7,85 | 1,09  |      |     |         |   |    |    |
| 2024 | CDU   | 34,35 | AD    | AD   | 22,62 | 8,55     | 4,65  | 1,11  | 1,27 | 20,99 | 1,44 |     |         |   |    |    |

## Evolução da População do Município
Por decreto de 18/04/1871, foi desanexada deste concelho a freguesia de Alvalade, tendo passado para o concelho de Santiago do Cacém, distrito de Setúbal.
| Número de habitantes *                   | Número de habitantes * | Número de habitantes * | Número de habitantes * | Número de habitantes * | Número de habitantes * | Número de habitantes * | Número de habitantes * | Número de habitantes * | Número de habitantes * | Número de habitantes * | Número de habitantes * | Número de habitantes * | Número de habitantes * | Número de habitantes * | Número de habitantes * |
| ---------------------------------------- | ---------------------- | ---------------------- | ---------------------- | ---------------------- | ---------------------- | ---------------------- | ---------------------- | ---------------------- | ---------------------- | ---------------------- | ---------------------- | ---------------------- | ---------------------- | ---------------------- | ---------------------- |
| 1864                                     | 1878                   | 1890                   | 1900                   | 1911                   | 1920                   | 1930                   | 1940                   | 1950                   | 1960                   | 1970                   | 1981                   | 1991                   | 2001                   | 2011                   | 2021                   |
| 5 948                                    | 7 788                  | 7 455                  | 8 214                  | 12 272                 | 12 437                 | 15 276                 | 17 299                 | 18 214                 | 18 181                 | 13 473                 | 12 870                 | 11 990                 | 10 567                 | 9 257                  | 8 874                  |
| Número de habitantes por Grupo Etário ** |                        |                        |                        |                        |                        |                        |                        |                        |                        |                        |                        |                        |                        |                        |                        |
|                                          |                        |                        | 1900                   | 1911                   | 1920                   | 1930                   | 1940                   | 1950                   | 1960                   | 1970                   | 1981                   | 1991                   | 2001                   | 2011                   | 2021                   |
| 0-14 Anos                                | 0-14 Anos              | 0-14 Anos              | 2 585                  | 4 436                  | 4 668                  | 5 097                  | 5 722                  | 5 631                  | 5 364                  | 3 570                  | 2 805                  | 2 145                  | 1 370                  | 1 063                  | 1 059                  |
| 15-24 Anos                               | 15-24 Anos             | 15-24 Anos             | 1 612                  | 2 211                  | 2 200                  | 3 219                  | 3 190                  | 3 374                  | 3 098                  | 2 170                  | 1 969                  | 1 679                  | 1 378                  | 898                    | 774                    |
| 25-64 Anos                               | 25-64 Anos             | 25-64 Anos             | 3 742                  | 5 136                  | 4 996                  | 6 229                  | 7 447                  | 7 902                  | 8 544                  | 6 685                  | 6 013                  | 5 887                  | 5 374                  | 4 938                  | 4 500                  |
| = ou > 65 Anos                           | = ou > 65 Anos         | = ou > 65 Anos         | 394                    | 477                    | 498                    | 616                    | 853                    | 1 023                  | 1 175                  | 1 280                  | 2 083                  | 2 279                  | 2 445                  | 2 358                  | 2 541                  |

- Número de habitantes que tinham a residência oficial neste município à data em que os censos se realizaram.

- - De 1900 a 1950, os dados referem-se à população presente no município à data em que eles se realizaram. Daí que se registem algumas diferenças relativamente à designada população residente.

## Cultura
- Museu Municipal de Aljustrel
- Museu da Mina de Aljustrel, transformado em núcleo museológico em finais da década de 1990
- Central Compressor de Algares
- Núcleo Rural de Ervidel (Museu Rural de Ervidel)
- Núcleo do Moinho de Vento (Moinho do Maralhas, Aljustrel)
- Biblioteca Municipal de Aljustrel
- Cementação das Pedras Brancas
- Teleiras das Pedras Brancas
- Malacate Poço de Viana
- Malacate de São João do Deserto
- Malacate Vipasca
- Chaminé Transtagana
- Casa do Procurador
- Barragem do Roxo
- Parque Mineiro de Aljustrel (Brevemente Aberto ao Público)

## Desporto
O Sport Clube Mineiro Aljustrelense é o clube da vila. Dentro deste clube, praticam-se 4 desportos:
- Futebol
- Futsal Feminino
- Patinagem Artística
- Hóquei em patins

## Feiras e eventos
- Feira do Campo Alentejano (Aljustrel)
- Vin&Cultura (Ervidel)
- Comemoração do 25 de Abril no Concelho (Aljustrel)
- Noite Branca em Aljustrel
- Dia Europeu sem Carros
- Festas de Santa Maria (Messejana)
- Festicante (Aljustrel)
- Aniversário do Moto Clube de Aljustrel, em maio
- Aniversário dos Bombeiros de Aljustrel, em fevereiro
- Conferências de Aljustrel

## Heráldica
|  | Brasão: Escudo a negro, fonte de ouro repuxada a prata. Em chefe, um crescente de ouro acompanhado de duas cruzes de Santiago, perfiladas a ouro. Coroa mural de prata de quatro torres. Listel branco com a legenda a maiúsculas a negro: "VILA DE ALJUSTREL". |
|  | Bandeira: Esquartelada de púrpura e branco, cordões e borlas de prata e púrpura. Haste e lança de ouro. |

## Geminações
A vila de Aljustrel está geminada com a seguinte cidade:
- Hem, Nord, França